# Plano (Iowa)
Plano è un comune degli Stati Uniti d'America, situato nello Stato dell'Iowa, nella contea di Appanoose.